# 重钼酸铵
重钼酸铵是一种无机化合物，化学式为(NH4)2Mo2O7。它的阴离子是由四面体钼酸根连接而成的扭曲八面体。它是可溶于水的白色固体，是从钼矿制造其它钼化合物的中间体。它加热分解为三氧化钼：
(NH4)2Mo2O7   →   2 MoO3  +  2 NH3  +  H2O